# 炉甘石

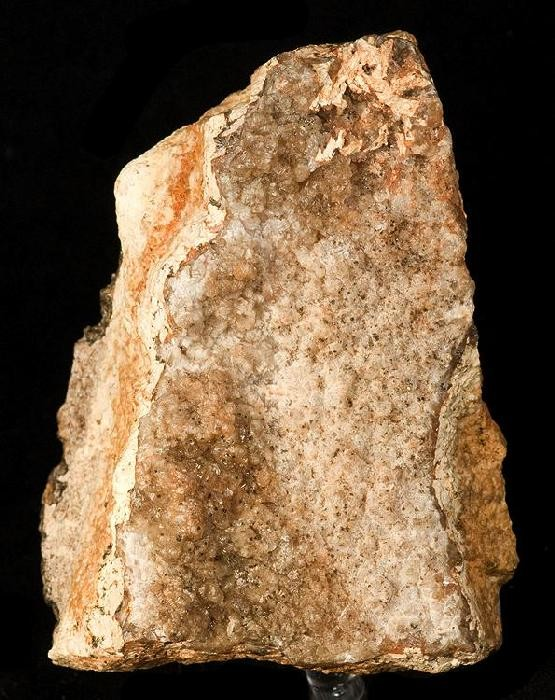
来自密苏里州格兰比矿的炉甘石标本

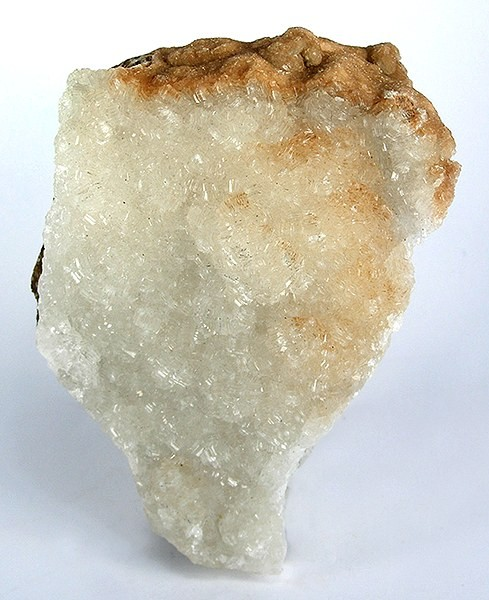
来自新泽西州Sterling Hill矿的异极矿晶体基质

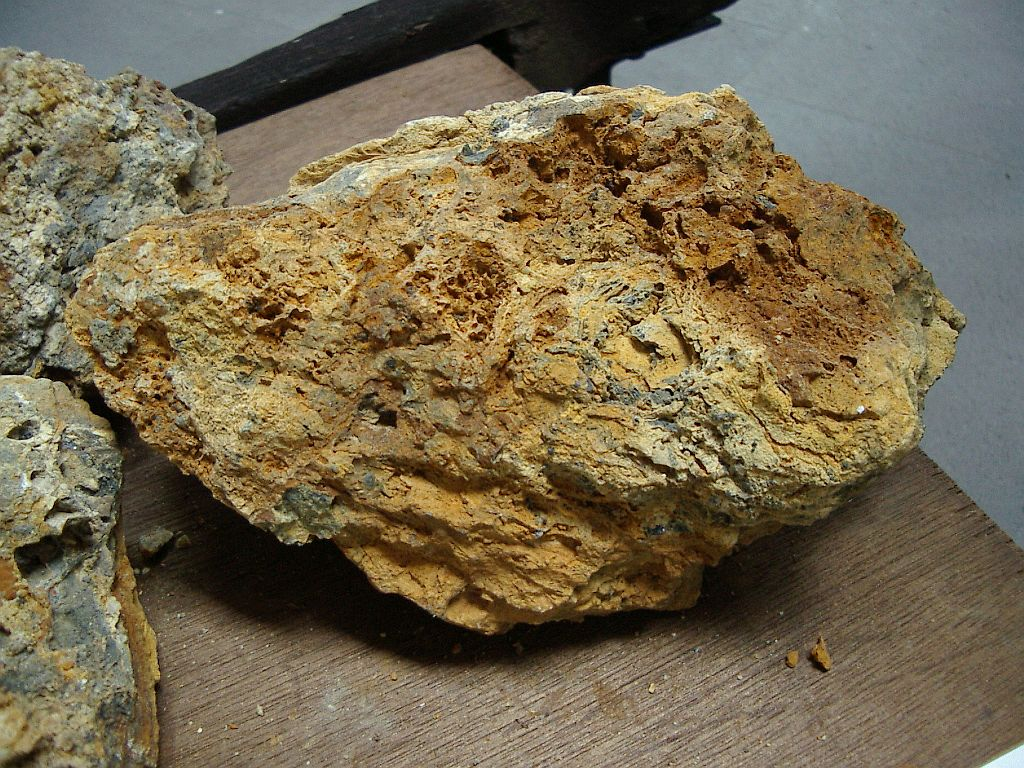
来自17世纪黄铜生产镇于利希施托尔贝格的开采样品。

炉甘石（英語：Calmine）是锌矿石的历史名称。炉甘石的英文名来源于lapis calaminaris，是希腊语（cadmia）的拉丁语变体，一般来说是锌矿石的旧名称。比利时小镇凯尔米斯的名字，法语为La Calamine，是一个锌矿的所在地，其名称就由此而来。18世纪和19世纪，在德国的布赖尼格贝格村落附近可以发现大型矿场。
在19世纪初，人们发现被认为是一种矿石的东西实际上是两种不同的矿物：菱锌矿（ZnCO3）和异极矿（Zn4Si2O7(OH)2·H2O）。
尽管在化学和晶体学上截然不同，但这两种矿物表现出相似的块状或葡萄状外观，如果没有详细的化学或物理分析，便不容易区分。第一个分离矿物的人是1803年的英国化学家和矿物学家詹姆斯·史密森。在采矿业中，炉甘石一词历来被用来指代这两种矿物。
在矿物学中，炉甘石不再被视为有效术语。为了与炉甘石洗剂中使用的氧化锌（ZnO）和三氧化二铁（Fe2O3）的粉红色混合物区分开来。它现在已被菱锌矿和异极矿所取代。

## 早期历史
1684年，提交给英国皇家学会的一篇论文谈到了这种物质在细粉形式下的药用和兽医特性。从那时起，该粉末的作用机制尚未确定，截至1992年，这种粉末矿物质的唯一医疗作用似乎是它能够吸收受刺激和流泪的皮肤分泌的水分。

## 外部連結
- 爐甘石 中藥材圖像數據庫  (香港浸會大學中醫藥學院) （中文）（英文）
- 爐甘石 Lu Gan Shi 中藥標本數據庫 (香港浸會大學中醫藥學院) （繁體中文）（英文）